# O&K MV 3
Die zweiachsigen Normalspur-Diesellokomotiven der Typenreihe O&K MV 3 mit Gelenkwellenantrieb wurden für den leichten Verschub auf Werkbahnen konzipiert. Sie gehören zur zweiten Nachkriegsgeneration der O&K-Lokomotiven, es wurden von 1961 bis 1967 von Orenstein & Koppel 21 Exemplare gebaut. Einige Lokomotiven sind 2020 noch im Einsatz, andere sind als Denkmäler erhalten.

## Entwicklung
Nach 1960 gab es Bedarf an Diesellokomotiven für die untere Leistungsklasse für den leichten Verschub auf Werkbahnen. Mit MV wird Motorlokomotive mit Kraftübertragung durch Kettenantrieb und mit 3 die Motorleistung mit etwa 60 PS verschlüsselt dargestellt. Die Lokomotiven wurden an verschiedene Großbetriebe in Deutschland geliefert, eine kam nach Italien, eine in die Schweiz und eine nach Marokko.

## Technik
Die Lokomotiven mit dem Mittelführerstand besitzen einen großen Vorbau für die Maschinenanlage und einen kürzeren hinteren Vorbaustummel. Die Vorbauten sind abgerundet, der Maschinenvorbau schräg. Neben dem seitlichen Aufstieg zum Führerstand besitzt sie dahinter einen Übergang für das Rangierpersonal.
Der Dieselmotor war ursprünglich ein luftgekühlter Vierzylinder-Viertakt-Dieselmotor von KHD. Bei der Serie ist ein mechanisches Getriebe mit Lamellenkupplung eingebaut, für die an die Johannes Nickel GmbH gelieferte Lokomotive mit der Fabriknummer 26219 wird eine hydraulische Kraftübertragung angegeben.
Alle Lokomotiven waren mit einer Zug- und Stoßeinrichtung der Regelbauart ausgerüstet. Einige Lokomotiven sind mit indirekter Bremse der Bauart Knorr ausgestattet.

## Einsatz
Die 1963 mit der Fabriknummer 26219 gebaute Lokomotive wurde an die Johannes Nickel GmbH, Nidda-Oberwiddersheim, geliefert. Sie versah den Verschub in den Betrieben der Firma in Dreihausen, dem Endpunkt der Marburger Kreisbahn. 1972 wurde die Lokomotive nach Marburg umgesetzt, um eine Abfüll- sowie eine Verladeanlage zu bedienen. 1998 wurde sie zum Stammwerk der Firma Nickel in Ober-Widdersheim überführt. Nach dem Abriss der Verladeanlagen wurde die Lokomotive auf einem Gleisstumpf abgestellt und war 2018 noch vorhanden.

### Bilder der Lokomotive

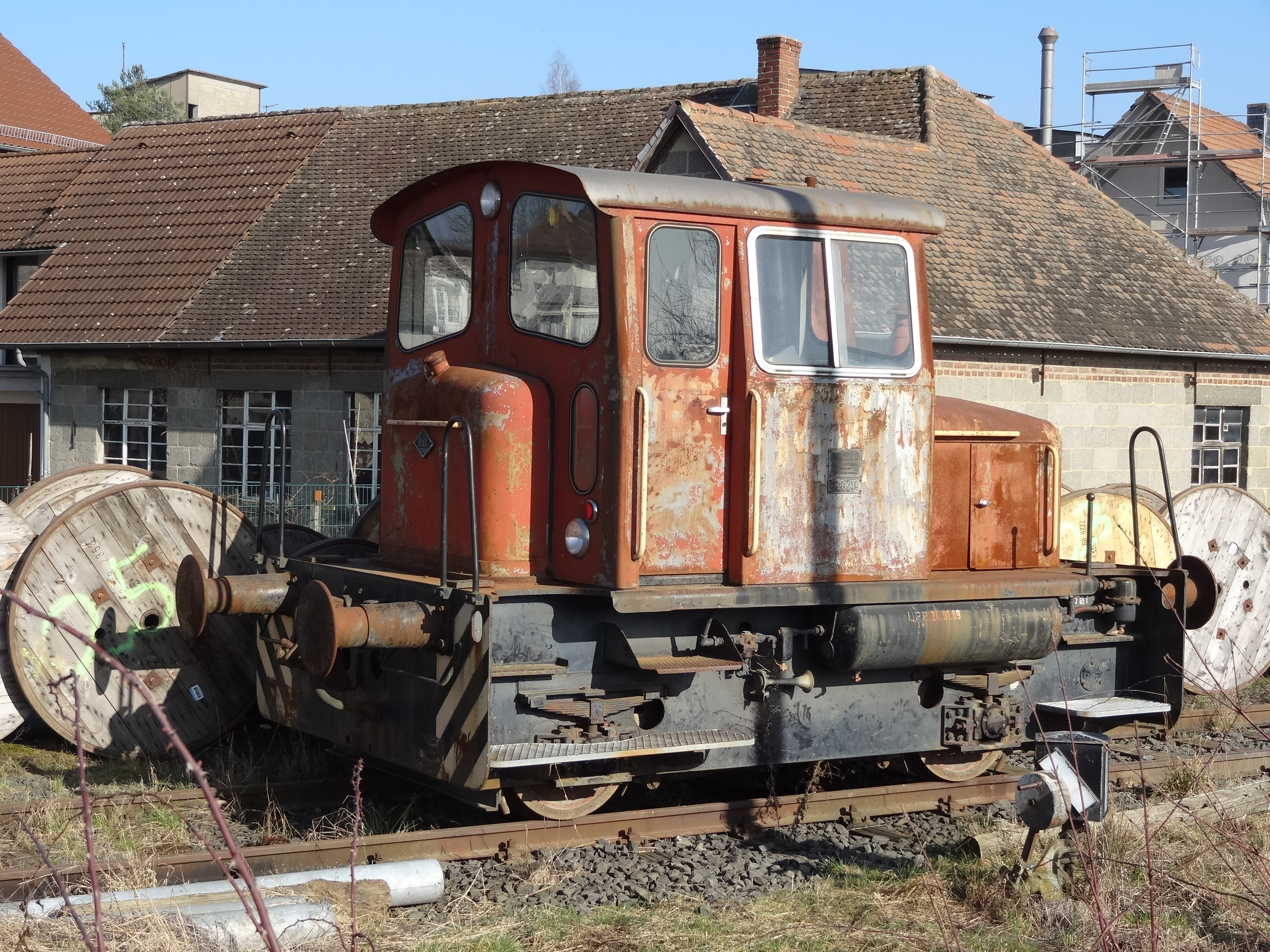
Seitenansicht
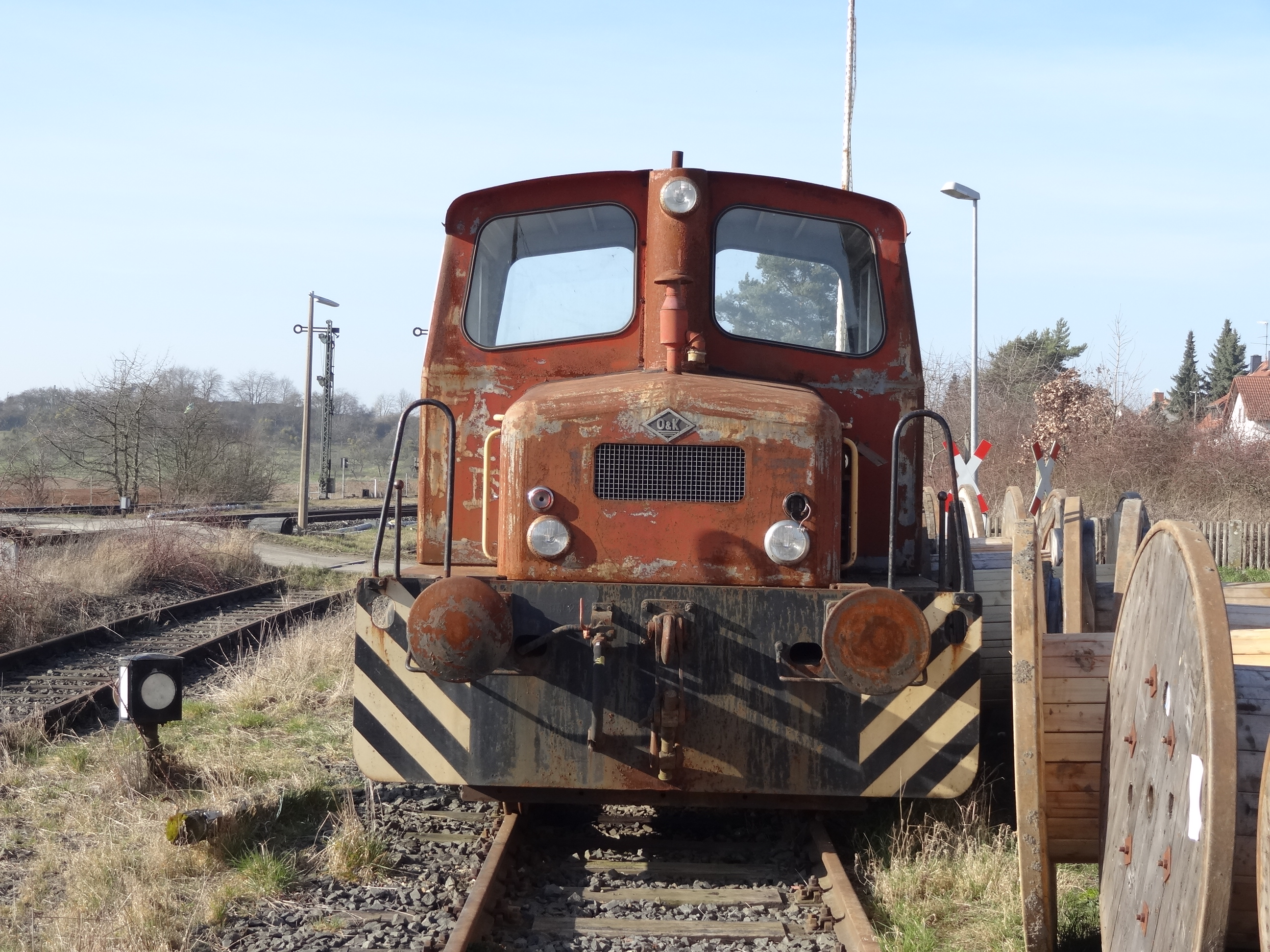
Vorderansicht
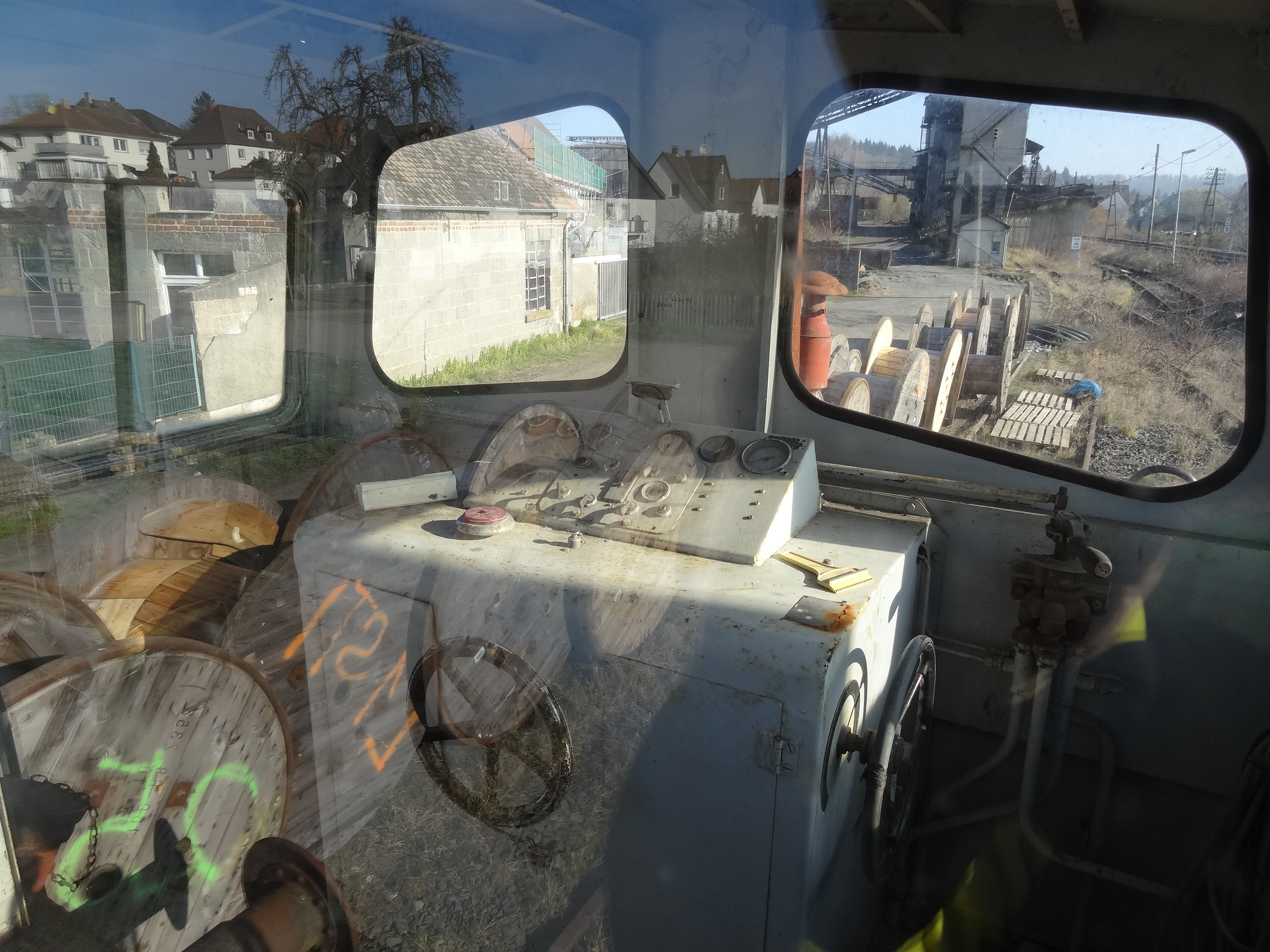
Führerstand
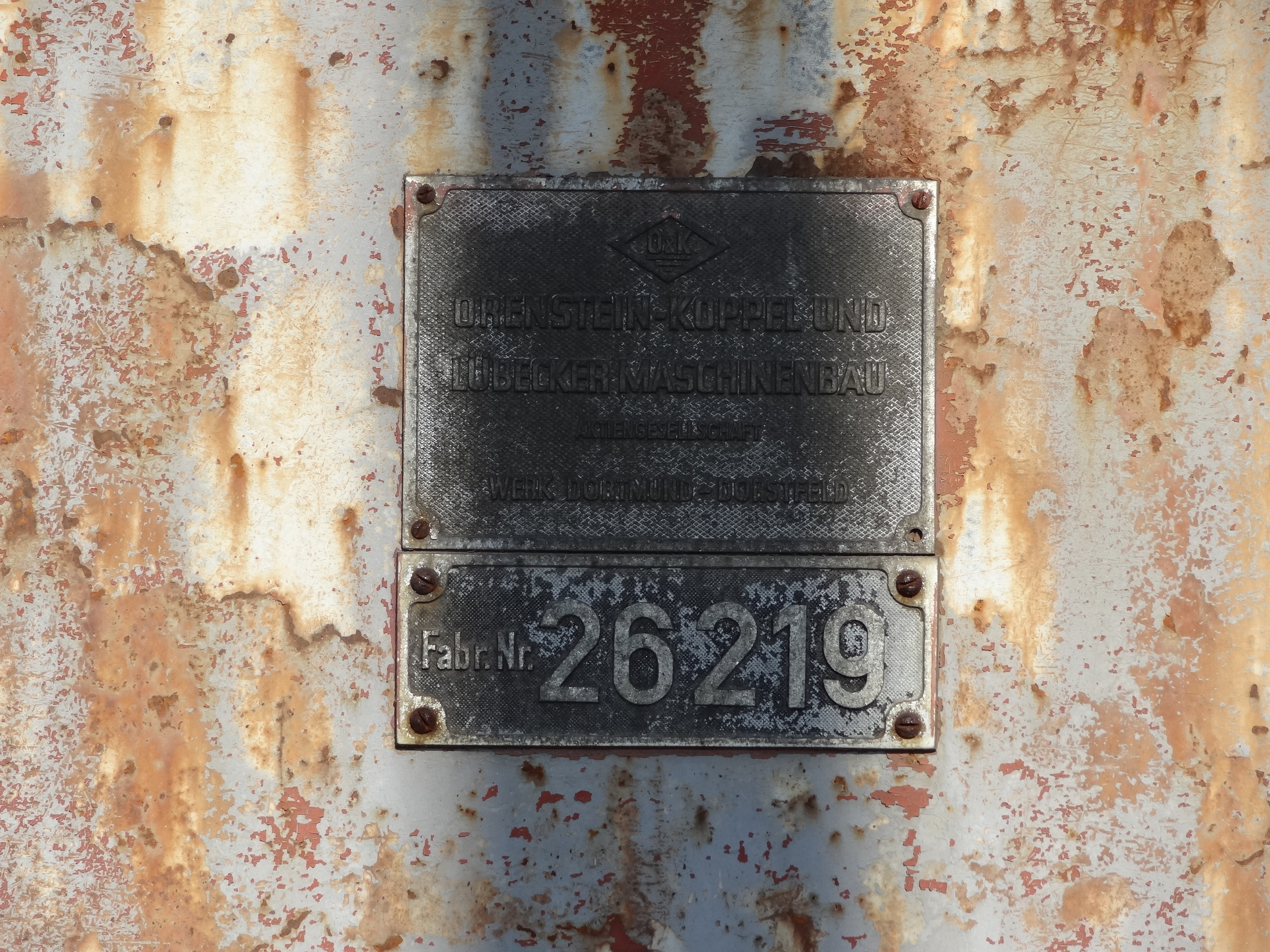
Fabriknummer und Hinweis auf die Produktionsstätte

### Andere Einsätze
Einige Lokomotiven sind noch im Einsatz. Erhaltene Lokomotiven, als Denkmal oder bei Museumsbahnen, sind oder waren in Sprimont (Belgien, 2011), im Eisenbahn- und Heimatmuseum Erkrath-Hochdahl, bei den Phönix Portlandzementwerken Beckum, Olfen (2013), beim Rheinischen Industriebahn-Museum, beim Bayerischen Localbahnverein, bei der Historischen Museums-Eisenbahn Mannheim, im Sand- und Kieswerk Scherrieble in Weingarten und in bei Günther & Lochte GmbH Düsseldorf-Reisholz (seit 2014 Verbleib unbekannt) vorhanden.